# فرودگاه بین‌المللی سامانالف ال کتی
فرودگاه بین‌المللی سامانالف ال کتی (به انگلیسی: Samaná El Catey International Airport) (به زبان بومی: Aeropuerto Internacional El Catey) یک فرودگاه همگانی مسافربری با کد یاتا AZS است که یک باند فرود آسفالت دارد و طول باند آن ۳۰۰۰ متر است. این فرودگاه در کشور جمهوری دومینیکن قرار دارد و در ارتفاع ۴ متری از سطح دریا واقع شده است.

## شرکت‌های هواپیمایی و مقصدهای پروازی
| شرکت‌های هواپیمایی              | مقصدهای پروازی |
| ------------------------------ | --- |
| ایر کانادا                     | فصلی: هلفکس استانفیلد، مک‌دونالد-کارتیر اتاوا |
| ایر کانادا                     | مونترآل-پییر الیوت ترودو، پیرسون تورنتو |
| Air Transat                    | مونترآل-پییر الیوت ترودو فصلی: مک‌دونالد-کارتیر اتاوا (آغاز از ۲۲ دسامبر ۲۰۱۷), ژان لوساژ شهر کبک، پیرسون تورنتو، ویندزر (آغاز از ۲۸ دسامبر ۲۰۱۷) |
| آندس لینئاس آئرئاس             | محله هوایی یورگ نوبری، اینگنیرو ارناوتیکو امبرسیو تاراولا                                                                                        |
| Neos                           | چارتر فصلی: میلانو مالپنسا |
| Servicios Aéreos Profesionales | دل کریبی سانتیاگو «مارینو»، پونتا کانا، گریگوریو لوپرون، لا امریکاس                                                                              |
| وست جت                         | پیرسون تورنتو |
| وایت ایرویز                    | چارتر فصلی: لیسبون پورتلا1 |
| ایکس‌ال ایرویز فرانسه           | فصلی: شارل دوگل پاریس |

^  White Airways flights from Lisbon to Samaná continue to Montego Bay. However, the airline does not have rights to carry passengers solely between Samaná and Montego Bay.